# 岩崎成美
岩﨑 成美（いわさき なるみ、1994年6月4日 - ）は、山口県周南市出身のハンドボール選手。山口銀行YMGUTS所属。

## 経歴
山口県立華陵高等学校時代は2012年3月の全国高等学校ハンドボール選抜大会で優秀選手に選出。7月には全日本高等学校ハンドボール選手権大会（インターハイ）で優秀選手に選出された。
高校卒業後は筑波大学へ進学し、2013年に第12回女子ジュニアアジア選手権の日本代表U-20に選出。
2014年は春季リーグで優秀選手賞を受賞。6月には第19回女子ジュニア世界選手権の日本代表U-20に選出された。
2015年は秋季リーグで特別賞を受賞。全日本学生ハンドボール選手権大会（インカレ）では特別賞を受賞した。
2016年は春季リーグで優秀選手賞を受賞。秋季リーグでは得点王（45得点）のタイトルを獲得し、優秀選手賞を受賞。インカレでは2年連続で特別賞を受賞した。
2017年1月に日本ハンドボールリーグのソニーセミコンダクタマニュファクチャリングへ加入。
2021年、ソニーからの退団を表明。　
地元のハンドボールチーム、山口銀行ＹＭＧＵＴＳに入団。

## 詳細情報

### 年度別成績
| 年       | チーム   | 試合 | フィールド 得点 | 率   | 7m  | 合計   | 警告 | 退場 | 失格 |
| -------- | -------- | ---- | --------------- | ---- | --- | ------ | ---- | ---- | ---- |
| 2016-17  | ソニー   | 6    | 0/0             | -    | 0/0 | 0/0    | 1    | 0    | 0    |
| 2017-18  | ソニー   | 24   | 6/22            | .273 | 0/0 | 6/22   | 0    | 1    | 0    |
| 2018-19  | ソニー   | 22   | 1/2             | .500 | 0/0 | 1/2    | 0    | 0    | 0    |
| 2019-20  | ソニー   | 14   | 22/43           | .512 | 0/0 | 22/43  | 0    | 1    | 0    |
| 2020-21  | ソニー   | 16   | 18/50           | .360 | 0/0 | 18/50  | 0    | 0    | 0    |
| JHL：5年 | JHL：5年 | 82   | 47/117          | .402 | 0/0 | 47/117 | 1    | 2    | 0    |

- 各年度の太字はリーグ最高

### JHLプレーオフ
| 年      | チーム | 試合                                     | フィールド 得点 | 率 | 7m  | 合計 | 警告 | 退場 | 失格 |
| ------- | ------ | ---------------------------------------- | --------------- | -- | --- | ---- | ---- | ---- | ---- |
| 2017-18 | ソニー | 三重バイオレットアイリス戦 (1stステージ) | 0/0             | -  | 0/0 | 0/0  | 0    | 0    | 0    |
| 2017-18 | ソニー | 広島メイプルレッズ戦 (2ndステージ)       | 0/0             | -  | 0/0 | 0/0  | 0    | 0    | 0    |

### 記録

#### 日本ハンドボールリーグ
- フィールドゴール初得点：2017年9月9日、対オムロン戦（山鹿市総合体育館）[13]

### 背番号
- 5   (2017年 - 2021年)
- 20 (2021年 - )

## 代表歴

### 日本代表U-20
- ジュニア世界選手権 (2014年)
- ジュニアアジア選手権 (2013年)